# Lady Wood
Lady Wood este cel de-al doilea album de studio al interpretei suedeze Tove Lo. Acesta a fost lansat la data de 28 octombrie 2016 prin intermediul casei de discuri Island Records. Materialul discografic a fost înregistrat între luna iulie al anului 2015 si între luna mai al anului 2016, lucru pe care artista a descris a fiind cea mai rapidă revenire decât „întreaga viață”, care i-a fost oferită atunci când a creat materialul discografic anterior.
Lady Wood este alcătuit din două capitole, „Fairy Dust” și „Fire Fade” care descriu în mod colectiv „diferite tipuri de forțări în viață”. Artista consideră materialul a fiind prima jumătate a unui album dublu, fiind mai târziu completat cu capitolele „Light Beams” și „Pitch Black” anunțate pentru cel de-al treilea album de studio Blue Lips. Artista a compus toate cele doisprezece piese incluse pe material; a colaborat cu Wiz Khalifa și Joe Janiak, și cu producătorii Rickard Göransson, Joel Little, și Ilya Salmanzadeh.
„Cool Girl” a fost lansat primul extras pe single al albumului la data de 4 august 2016, atingând numărul 15 în Suedia și numărul 84 în Billboard Hot 100. „True Disaster” a fost lansat la data de 15 noiembrie 2016 ca și cel de-al doilea extras pe single. Scurt-metrajul Fairy Dust, care reprezintă prima jumătate de pe album, a fost lansat pe platforma Vevo la data de 31 octombrie. Albumul s-a poziționat pe numărul 11 în Billboard 200 devenind cel mai de succes album al său din țară până în prezent.

## General
Lady Wood este inspirat din „alergări, grăbiri, alegeri, și prăbușirea rollercoaster-ului emoțional” care artista a esperimentat de când a lansat discul EP Truth Serum și albumul de debut Queen of the Clouds. Albumul este alcătuit din două capitoleː „Fairy Dust” care detaliază euforia care înconjoară o întâlnire plăcută, iar „Fire Fade” care evidențiază un sentiment ulterior de auto conștientizare. Artista a anunțat Lady Wood a fiind prima jumătate al unui album dublu, cu cel de-al treilea și al patrulea capitol „Light Beams” și „Pitch Black” fiind incluse în cel de-al treilea său album de studio.

## Ordinea pieselor pe disc
| Nr. | Titlu                                      | Textier(i)                                              | Durată | Note |
| --- | ------------------------------------------ | ------------------------------------------------------- | ------ | ---- |
| 01. | „Fairy Dust (Chapter I)”                   | Ludvig Söderberg                                        | 0:57   | —    |
| 02. | „Influence” (în colaborare cu Wiz Khalifa) | Tove Lo, Ludvig Söderberg, Jakob Jerlström, Wiz Khalifa | 3:44   | [B]  |
| 03. | „Lady Wood”                                | Tove Lo, Oscar Holter, Ludvig Söderberg                 | 3:19   | —    |
| 04. | „True Disaster”                            | Tove Lo, Oscar Holter                                   | 3:44   | [A]  |
| 05. | „Cool Girl”                                | Tove Lo, Ludvig Söderberg, Jakob Jerlström              | 3:19   | [A]  |
| 06. | „Vibes” (în colaborare cu Joe Janiak)      | Tove Lo, Oscar Holter, Ludvig Söderberg, Joe Janiak     | 3:46   | —    |
| 07. | „Fire Fade (Chapter II)”                   | Ilya Salmanzadeh                                        | 3:46   | —    |
| 08. | „Don't Talk About It”                      | Tove Lo, Ilya Salmanzadeh, Rickard Göransson            | 3:54   | —    |
| 09. | „Imaginary Friend”                         | Tove Lo, Ludvig Söderberg, Jakob Jerlström, Joel Little | 4:12   | —    |
| 10. | „Keep It Simple”                           | Tove Lo, Ali Payami                                     | 3:51   | —    |
| 11. | „Flashes”                                  | Tove Lo, Oscar Görres                                   | 4:16   | —    |
| 12. | „WTF Love Is”                              | Tove Lo, Ludvig Söderberg, Jakob Jerlström              | 3:41   | —    |

Note
- A ^ Extras pe disc single.
- B ^ Cântecul a fost lansat ca și un cântec promoțional.

## Clasamente
| Țară (clasament)                           | Poziția maximă | Referință |
| ------------------------------------------ | -------------- | --------- |
| Australia (ARIA)                           | 21             | [ 4 ]     |
| Belgia – Flandra (Ultratop)                | 45             | [ 4 ]     |
| Belgia – Valonia (Ultratop)                | 60             | [ 4 ]     |
| Canada (Canadian Albums)                   | 14             | [ 5 ]     |
| Danemarca (Hitlisten)                      | 13             | [ 4 ]     |
| Elveția (Schweizer Hitparade)              | 40             | [ 4 ]     |
| Finlanda (Suomen virallinen lista)         | 20             | [ 4 ]     |
| Franța (SNEP)                              | 133            | [ 4 ]     |
| Germania (Offizielle Top 100)              | 66             | [ 4 ]     |
| Irlanda (IRMA)                             | 32             | [ 6 ]     |
| Norvegia (VG-lista)                        | 7              | [ 4 ]     |
| Noua Zeelandă (RMNZ)                       | 16             | [ 4 ]     |
| Regatul Unit (UK Albums Chart)             | 40             | [ 7 ]     |
| Scoția (UK Albums Chart)                   | 64             | [ 8 ]     |
| Spania (PROMUSICAE)                        | 63             | [ 4 ]     |
| Statele Unite ale Americii (Billboard 200) | 11             | [ 9 ]     |
| Suedia (Sverigetopplistan)                 | 1              | [ 4 ]     |
| Țările de Jos (MegaCharts)                 | 28             | [ 4 ]     |

## Datele lansărilor
| Țară                       | Dată              | Versiune        | Format                        | Casă de discuri | Ref.   |
| -------------------------- | ----------------- | --------------- | ----------------------------- | --------------- | ------ |
| În întreaga lume           | 28 octombrie 2016 | Standard        | CD digital download streaming | Island          | [ 10 ] |
| Statele Unite ale Americii | 28 octombrie 2016 | Target exclusiv | CD                            | Island          | [ 11 ] |
| Statele Unite ale Americii | 11 noiembrie 2016 | Standard        | LP                            | Island          | [ 12 ] |